# Edem Rjaïbi
Edem Rjaïbi (5 aprile 1994) è un calciatore tunisino, attaccante del Bizertin.

## Caratteristiche tecniche
È un'ala destra che può eventualmente giocare anche da prima punta.

## Carriera

### Club
Cresciuto nel Bizertin, fa il debutto in prima squadra il 20 novembre 2014 contro il Gafsa, subentrando al 60' ad Ahmed Zuway e segnando la rete del definitivo 4-1 nei minuti finali.

### Nazionale
Viene convocato per la Coppa d'Africa 2015 dal ct Georges Leekens per sostituire l'infortunato Saber Khelifa.